# Scholarly Publishing and Academic Resources Coalition
Scholarly Publishing and Academic Resources Coalition (SPARC)とは1998年に米国研究図書館協会が設立した学術、研究図書館の国際連合で、スカラーシップにオープンアクセスを推進している。現在、アメリカ合衆国、ヨーロッパ、日本、中華人民共和国、オーストラリアに800以上の学会がある。SPARCヨーロッパは2001年にLIBERによって設立された。
現在のエグゼクティブ・ディレクターはヘザー・ジョセフである。

## 歴史
1997年に開催された米国研究図書館協会の年次総会にてSPARCの考えが発表された。ウィスコンシン大学の図書館司書であるケネス・フレージャーはこの年次総会の観客に
多くの図書館によって作られたファンドやよる学術雑誌のための新しい出版モデルの作成や全雑誌より低コストで出版物を製作するためのファンドの開発を提案した。2002年に初代所長であるリック・ジョンソンがSPARCの設立を主導し、多くの図書館司書が改革の要望を出すようになった。

## SPARC著者添付文書
SPARCは著作者のために添付文書を発行しており学術出版社との交渉に使用出来る。この形式は出版社が著作者に著作物の出版許諾を送るための出版契約に追加したい著作者のテンプレート化したリクエストを提供する。通常の形式を使用する著作者は制限の無い自身の著作物の使用、帰属の受け取り、セルフアーカイブといった権利を保持する。また、出版社には営利目的で著作物を配布したり、学術雑誌の初版の帰属を受け取るといった非独占的な権利を獲得する権利が与えられる。

## 支持団体
創設時団体:
- アメリカ大学協会 (AAU)
- アメリカ大学協会出版局（英語版） (AAUP)
- Big 12 Chief Academic Officers

後の支援団体:
- 大学・研究図書館協会（英語版）
- カナダ大学協会
- Australian Vice-Chancellors' Committee
- カナダ研究図書館協会（英語版）
- Jisc
- 公立・ランドグラント大学協会（英語版）
- SCONUL